# آفات الحاجز القلبي
آفات الحاجز القلبي (بالإنجليزية: Heart septal defect)‏ تشير لآفات قلبية ولادية تصيب أحد أجزاء الحاجز القلبي.
- عيب الحاجز الأذيني.
- عيب الحاجز الأذيني البطيني.
- عيب الحاجز البطيني.

على الرغم من أن آفات الحاجز الأبهري الرئوي تصنف في مجموعة خاصة بآفات الحاجز الأبهري الرئوي، إلا أنها أحياناً قد تصنف مع آفات الحاجز القلبي.